# Henry Brandon
Henry Brandon (născut Heinrich von Kleinbach; n. 8 iunie 1912, Berlin, Imperiul German – d. 15 februarie 1990, Los Angeles, California, SUA) a fost un actor de personaj american de film și teatru. Acesta a interpretat cu precădere roluri etnice pe parcursul unei cariere de aproape 60 de ani.

## Biografie
Brandon s-a născut în 1912 în Berlin, Germania, fiul lui Hildegard și al lui Hugo R. von Kleinbach. Părinții săi au emigrat în Statele Unite când acesta era sugar. După ce și-a încheiat studiile la Universitatea Stanford, unde a fost membru al fraternității Alpha Sigma Phi⁠(d), a devenit actor de teatru la Pasadena Community Playhouse⁠(d) și a jucat pe Broadway, continuând să revină periodic pe scenă de-a lungul carierei sale.

## Cariera
Și-a făcut debutul în film cu un rol necreditat în The Sign of the Cross⁠(d) (1932). În piesa de teatru melodramatică The Drunkard, Kleinbach a apărut în rolul bătrânul răufăcător „Squire Cribbs”. Acesta, în vârstă de 22 de ani la vremea respectivă, a fost atât de convingător încât l-a păcălit până și pe producătorul de film Hal Roach, care ulterior l-a angajat pe Kleinbach să-l interpreteze pe răufăcătorul Silas Barnaby în Marșul soldățeilor de lemn. În 1936, acesta a adoptat numele de scenă Henry Brandon. A reluat personajul Barnaby în producția Our Gang Follies of 1938⁠(d).
La sfârșitul anilor 1930, Brandon a devenit cunoscut pentru rolurile din serialele de aventură, unde interpreta aproape întotdeauna personaje negative. În 1940, a obținut singurul său rol principal de film - Fu Manchu⁠(d) în serialul Drums of Fu Manchu⁠(d) al companiei Republic Pictures. Acesta a fost anulat la cererea Departamentului de Stat în 1941, după intrarea Statelor Unite în A Doilea Război Mondial, decizia fiind motivată de posibilitatea instigării unor sentimente sinofobe în rândul publicului american.

### Actor de personaj
Henry Brandon a fost un actor de personaj versatil, adesea ales să interpreteze diverse personaje etnice. Acesta l-a interpretat pe Renouf, un dezertor din Legiunea Străină Franceză, în remake-ul din 1939 al filmului Beau Geste⁠(d). În 1943, a jucat rolul maiorului Ruck, un agent secret britanic deghizat într-un ofițer SS, în Edge of Darkness⁠(d). În 1948, a fost Giles de Rais în Ioana d'Arc⁠(d). A apărut în rolul căpeteniei M'Tara în Tarzan and the She-Devil⁠(d) (1953) și a interpretat un căpitan al armatei franceze în Vera Cruz (1954).
În 1956, într-unul dintre cele mai faimoase roluri ale sale, Brandon l-a interpretat pe Scar, căpetenia comanche, în filmul Căutătorii al lui John Ford. În anul următor, acesta l-a interpretat pe Jesse James în Hell's Crossroads. În 1958, l-a jucat pe Acacius Page în Mătușa Mame⁠(d). În 1959, a jucat rolul lui Gator Joe în episodul „Woman in the River” al serialului dramatic Bourbon Street Beat⁠(d). Pe 12 octombrie 1959, a apărut în rolul lui Iason din piesa de teatru Medea a dramaturgului grec Euripide, parte a serialului de televiziune Play of the Week⁠(d).
În 1960, a jucat din nou un personaj amerindian - Running Wolf - în episodul „Gold Seeker” din serialul de televiziune The Rebel⁠(d). A interpretat personaje asiatice în două episoade („Angel of Death” și „The Assassins”) din serialul de televiziune Adventures in Paradise⁠(d) și a jucat din nou o căpetenie amerindiană în filmul Two Rode Together. În 1965, a jucat rolul căpeteniei Shug în episodul pilot din F Troop⁠(d) și a apărut în episodul „A Matter of Wife and Death” (episodul 4) al serialului Honey West⁠(d).

## Viața personală
Brandon s-a căsătorit în 1941 și a avut un fiu; relația s-a încheiat în 1946. Ulterior, a avut o relație de lungă durată cu actorul Mark Herron⁠(d). Herron l-a părăsit pe Brandon la mijlocul anilor 1960 și a fost pentru scurt timp al patrulea soț al actriței Judy Garland. Herron și Garland s-au despărțit după cinci luni de căsătorie, iar Herron s-a întors la Brandon și a rămas cu acesta până la moartea lui Brandon.

## Moartea
Brandon a trăit în West Hollywood în ultimii săi ani. A suferit un atac de cord și a murit la 15 februarie 1990, la vârsta de 77 de ani, în Spitalul Cedars-Sinai⁠(d) din Los Angeles. Trupul său a fost incinerat.

## Filmografie parțială
- The Sign of the Cross (1932) - Spectator (necreditat)
- Babes in Toyland (1934) - Silas Barnaby
- The Trail of the Lonesome Pine (1936) - Wade Falin
- The Preview Murder Mystery (1936) - The Bat Man (necreditat)
- Big Brown Eyes (1936) - Don Butler
- The Garden of Allah (1936) - Hadj
- Killer at Large (1936) - Mr. Zero
- Black Legion (1937) - Joe Dombrowski
- Jungle Jim (1937, Serial) - The Cobra
- Secret Agent X-9 (1937, Serial) - Blackstone
- I Promise to Pay (1937) - Henchman Fancyface
- Island Captives (1937) - Dick Bannister
- The Last Train from Madrid (1937) - Radio Announcer (necreditat)
- West Bound Limited (1937) - Joe Forbes
- Conquest (1937) - Staff Officer (necreditat)
- Wells Fargo (1937) - Larry (necreditat)
- I Met My Love Again (1938) - Bruno (necreditat)
- Three Comrades (1938) - Valentin (necreditat)
- Spawn of the North (1938) - Davis (necreditat)
- If I Were King (1938) - Soldier (necreditat)
- The Last Express (1938) - Henchman Pinky
- The Last Warning (1938) - Willie the Creep (necreditat)
- Pirates of the Skies (1939) - Gang Pilot (necreditat)
- Buck Rogers (1939, Serial) - Captain Laska
- Beau Geste (1939) - Renouf
- Conspiracy (1939) - Carlson
- Nurse Edith Cavell (1939) - Lt. Schultz
- The Marshal of Mesa City (1939) - Duke Allison
- Geronimo (1939) (scene eliminate)
- Drums of Fu Manchu (1940) as Dr. Fu Manchu
- Half a Sinner (1940) as Handsome
- Ski Patrol (1940) as Jan Sikorsky
- Florian (1940) as Groom (necreditat)
- The Ranger and the Lady (1940) - Generalul Augustus Larue
- Doomed to Die (1940) - Avocatul Victor Martin
- Under Texas Skies (1940) - Tom Blackton
- Dark Streets of Cairo (1940) - Hussien
- The Son of Monte Cristo (1940) - Lt. Schultz
- Underground (1941) - Rolf
- Two in a Taxi (1941) - Profesor
- The Shepherd of the Hills (1941) - Bald Knobber (necreditat)
- Hurricane Smith (1941) - Sam Carson
- Bad Man of Deadwood (1941) - Ted Carver
- The Corsican Brothers (1941) - Marquis de Raveneau (necreditat)
- Night in New Orleans (1942) - Croupier (necreditat)
- Edge of Darkness (1943) - Maj. Ruck (necreditat)
- Northwest Outpost (1947) - Chinese Junk Captain (necreditat)
- Old Los Angeles (1948) - Larry Stockton
- Canon City (1948) - Freeman
- Hollow Triumph (1948) - Big Boy (necreditat)
- Joan of Arc (1948) - Captain Gilles de Rais
- The Paleface (1948) - Wapato
- Wake of the Red Witch (1948) - Kurinua (necreditat)
- The Fighting O'Flynn (1949) - Lt. Corpe
- Tarzan's Magic Fountain (1949) - Siko
- Cattle Drive (1951) - Jim Currie
- The Golden Horde (1951) - Juchi
- Flame of Araby (1951) - Malik
- Harem Girl (1952) - Hassan Ali
- Scarlet Angel (1952) - Pierre
- Wagons West (1952) - Clay Cook
- Hurricane Smith (1952) - Sam
- The War of the Worlds (1953) - Cop at Crash Site
- Scared Stiff (1953) - Pierre
- Pony Express (1953) - Joe Cooper
- Raiders of the Seven Seas (1953) - Captain Goiti
- Tarzan and the She-Devil (1953) - M'Tara, Locopo Chief
- The Caddy (1953) - Mr. Preen
- War Arrow (1953) - Maygro
- Knock on Wood (1954)
- Casanova's Big Night (1954) - Capt. Rugello
- Vera Cruz (1954) - Capt. Danette
- Lady Godiva of Coventry (1955) - Bejac
- Silent Fear (1956) - Cliff Sutton
- Comanche (1956) - Black Cloud
- The Searchers (1956) - Scar
- Bandido (1956) - Gunther
- The Ten Commandments (1956) - Commander of the Hosts
- Hell's Crossroads (1957) - Jesse James
- The Land Unknown (1957) - Dr. Carl Hunter
- Omar Khayyam (1957) - Commander
- The Buccaneer (1958) - British Major
- Auntie Mame (1958) - Acacius Page
- Okefenokee (1959) - Joe Kalhari
- The Big Fisherman (1959) - Menicus
- Two Rode Together (1961) - Quanah Parker
- Captain Sindbad (1963) - Colonel Kabar
- The Ballad of Hector, The Stowaway Dog (1964, Serial TV) - Circus Roustabout
- When the North Wind Blows (1974) - Avakum
- Assault on Precinct 13 (1976) - Sgt. Chaney
- Run for the Roses (1977) - Jeff
- Mission to Glory: A True Story (1977) - Father Canion
- Bud and Lou (1978, Film TV) - Bernie
- Hollywood Knight (1979) - Curley
- Evita Peron (1981, Film TV) - General Ramirez
- To Be or Not to Be (1983) - Nazi Officer
- Wizards of the Lost Kingdom II (1989) - Zarz (ultimul rol de film)